# Tinh thể thời gian
Tinh thể thời gian hoặc tinh thể không-thời gian là một hệ thống mở không cân bằng với môi trường của nó thể hiện sự phá vỡ đối xứng thời gian dịch (TTSB). Không thể cho một tinh thể thời gian được trong sự cân bằng với môi trường của nó. Ý tưởng về tinh thể thời gian lần đầu tiên được Nobel đoạt giải và giáo sư Frank Wilczek của MIT vào năm 2012. Một tinh thể không gian thời gian mở rộng sự đối xứng ba chiều thường thấy trong tinh thể để bao gồm chiều thứ tư của thời gian; Một tinh thể thời gian tự nhiên phá vỡ tính đối xứng của bản dịch thời gian. Kiểu của tinh thể không lặp lại trong không gian, nhưng theo thời gian cho phép tinh thể được chuyển động vĩnh viễn [2]. Các tinh thể thời gian có liên quan mật thiết đến khái niệm năng lượng không điểm và hiệu ứng Casimir động
Vào năm 2016, Norman Yao và các đồng nghiệp của ông từ Đại học California, Berkeley, đưa ra một đề xuất cụ thể cho phép tạo ra các tinh thể thời gian trong môi trường phòng thí nghiệm. Kế hoạch chi tiết của Yao sau đó được sử dụng bởi hai đội, nhóm do Christopher Monroe thuộc Đại học Maryland và một nhóm do Mikhail Lukin làm việc tại Đại học Harvard, đã thành công trong việc tạo ra một tinh thể thời gian. Cả hai thí nghiệm đã được công bố trên tạp chí Nature tháng 3 năm 2017.
Các tinh thể thời gian được cho là có thứ tự topo, hiện tượng nổi lên, trong đó các mối tương quan không liên quan đến mật mã hóa trong toàn bộ chức năng sóng của một hệ thống cho phép dung sai lỗi đối với các nhiễu loạn, do đó cho phép các trạng thái lượng tử ổn định so với các hiệu ứng không liên kết thường giới hạn Tuổi thọ hữu ích. Ngăn chặn sự mất kiên nhẫn có nhiều hàm ý: Hiệu quả của một số lý thuyết thông tin và nhiệm vụ động lực học lượng tử có thể được tăng cường đáng kể khi sử dụng các trạng thái tương quan lượng tử. Người ta cũng cho rằng các tinh thể thời gian cũng có thể hiểu sâu hơn lý thuyết về thời gian.

## Lịch sử

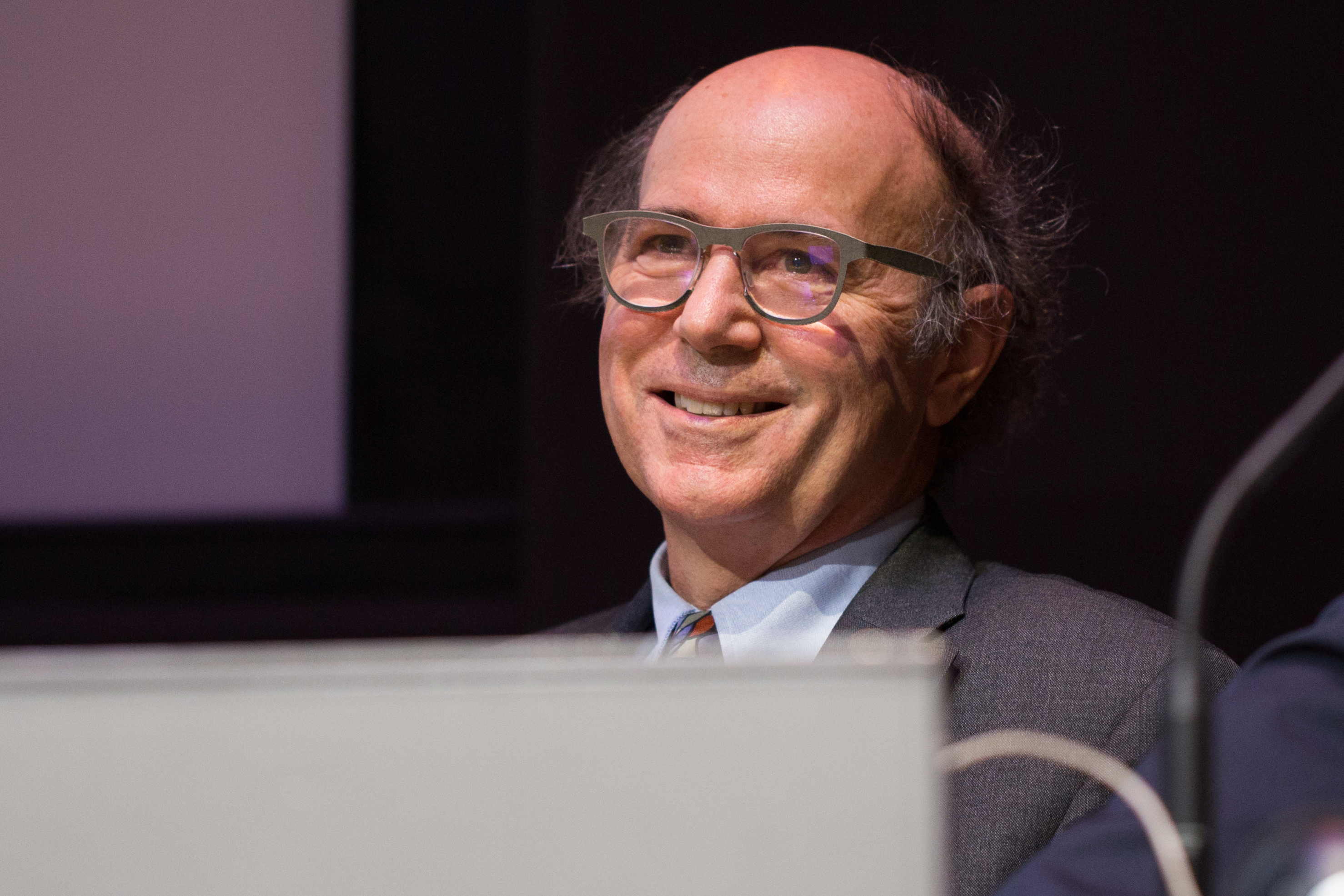
Người đoạt giải Nobel Frank Wilczek tại Đại học Paris-Saclay

Ý tưởng về một tinh thể không gian thời gian đầu tiên được Frank Wilczek, một giáo sư của MIT và người đoạt giải Nobel đưa ra, vào năm 2012 .
Xiang Zhang, một kỹ sư nano của Đại học California, Berkeley, và nhóm của ông đã đề xuất tạo ra một tinh thể thời gian dưới hình thức vòng tròn liên tục xoay vòng các ion tích điện.
Để đáp lại Wilczek và Zhang, Patrick Bruno, một nhà lý thuyết thuộc Cơ quan bức xạ Synchrotron Châu Âu ở Grenoble, Pháp, đã công bố một số bài báo tuyên bố rằng các tinh thể không gian thời gian là không thể.
Các tác phẩm sau đó đã phát triển các định nghĩa chính xác hơn về sự mất cân bằng đối xứng dịch thời gian  mà cuối cùng dẫn đến một bằng chứng cho thấy các tinh thể lượng tử trong trạng thái cân bằng là không thể.
Tuy nhiên, những bài báo này bắt nguồn từ việc hiểu sai văn bản Wilczek nguyên bản hoặc đòi hỏi sự thật Trạng thái cơ bản tức là tiểu bang trạng thái năng lượng thấp nhất của Hamilton để có chuyển động vĩnh cửu là điều không thể thực hiện được vì chuyển động đó có nghĩa là sự chồng chéo. Trong bản gốc Wilczek đã nói một cách rõ ràng "Tiêu chuẩn vật lý xác định các trạng thái cơ bản hữu ích" không chỉ đơn giản là năng lượng, mà còn là khả năng quan sát mạnh mẽ... "cho thấy rằng các trạng thái đó thật sự thực sự rất yếu khi kích thích trên mặt đất theo nghĩa thông thường Không thể chuẩn bị được trong khi không thể đo được nhiệt độ tuyệt đối bằng không nhưng cũng ổn định trong chuyển động vì không có sự phân rã giống như các dòng liên tục trong chất siêu dẫn mà luôn phản ứng với một số ruột thăm dò hoặc luồng siêu lỏng helium mà trước tiên phải được gây ra bởi cơ học, chúng có thể phân giải như kim cương vs Graphite nhưng pha năng lượng thấp (Graphite) không tồn tại như tinh thể ở đây (đồng đều trong thời gian khi trạng thái Bloch không di chuyển). Ví dụ "Gausson" ban đầu do Wilczek xây dựng đã có ví dụ như mức tối đa năng lượng gần như năng lượng và mức tối thiểu của dải Bloch theo chức năng của tần số trong khung quay, nơi nó cũng trải qua sự thay đổi tần số của bức xạ Đen mà nó đang làm thay đổi Phát xạ tự phát và các hệ số Einstein cho sự phân rã. Không ai có thể thực sự quan sát các electron một cách chính xác trong một trạng thái Bloch chức năng nhưng luôn luôn trong các chồng gói cũng như trạng thái tuyệt đối BCS 0. Từ trường yếu ví dụ hành động đầu tiên trong toán tử truyền phân chia làm toán tử quay của soliton tích điện tĩnh và không thể dừng chuyển động soliton mà không bị phân rã khi từ trường được bật. Tuy nhiên sự phân rã có thể là không tồn tại BCS tại và sự quay hoàn toàn không có ma sát thậm chí với một động năng hữu hạn vẫn không nhỏ và lượng tử trong thế giới cổ điển.
Một số nhận thức về các tinh thể thời gian, tránh các đối số cân bằng không-đi được đề xuất.
Định lý không đi (no-go) cho phép mở cửa trong thời gian mở của hệ thống cân bằng không cân bằng, và công trình tiên phong đã chứng minh rằng các hệ lượng tử được điều khiển định kỳ thực sự có thể biểu hiện sự phá vỡ đối xứng theo thời gian rời rạc.
Jakub Zakrzewski và nhóm của ông tại Đại học Jagiellonian ở Krakow, Ba Lan, đã cố gắng để dự đoán hành vi của tinh thể thời gian với mô phỏng số 
Sử dụng ý tưởng của Wilczek, Norman Yao và các đồng nghiệp của ông từ Đại học California, Berkeley, nghiên cứu một mô hình khác nhau cho phép tồn tại các tinh thể thời gian
Kế hoạch chi tiết của Yao sau đó được sử dụng bởi hai đội: nhóm do Mikhail Lukin lãnh đạo tại đại học Harvard và một nhóm do Christopher Monroe, Đại học Maryland, lãnh đạo đã tạo ra một tinh thể thời gian một cách thành công.

### Tạp chí khoa học
Beck, Christian; Mackey, Michael C. (2005). "Could dark energy be measured in the lab?" (PDF). Physics Letters B. Quyển 605 số 3–4. tr. 295–300. arXiv:astro-ph/0406504v2. Bibcode:2005PhLB..605..295B. doi:10.1016/j.physletb.2004.11.060. ISSN 0370-2693.
Boyle, Latham; Khoo, Jun Yong; Smith, Kendrick (2016). "Symmetric Satellite Swarms and Choreographic Crystals" (PDF). Physical Review Letters. Quyển 116 số 1. arXiv:1407.5876v2. Bibcode:2016PhRvL.116a5503B. doi:10.1103/PhysRevLett.116.015503. ISSN 0031-9007.
Bruno, Patrick (2013a). "Comment on "Quantum Time Crystals"" (PDF). Physical Review Letters. Quyển 110 số 11. arXiv:1210.4128v1. Bibcode:2013PhRvL.110k8901B. doi:10.1103/PhysRevLett.110.118901. ISSN 0031-9007.
Bruno, Patrick (2013b). "Comment on "Space-Time Crystals of Trapped Ions"" (PDF). Physical Review Letters. Quyển 111 số 2. arXiv:1211.4792v1. Bibcode:2013PhRvL.111b9301B. doi:10.1103/PhysRevLett.111.029301. ISSN 0031-9007.
Campisi, Michele; Hänggi, Peter; Talkner, Peter (2011). "Colloquium: Quantum fluctuation relations: Foundations and applications" (PDF). Reviews of Modern Physics. Quyển 83 số 3. tr. 771–791. arXiv:1012.2268v5. Bibcode:2011RvMP...83..771C. doi:10.1103/RevModPhys.83.771. ISSN 0034-6861.
Choi, Soonwon; Choi, Joonhee; Landig, Renate; Kucsko, Georg; Zhou, Hengyun; Isoya, Junichi; Jelezko, Fedor; Onoda, Shinobu; Sumiya, Hitoshi; Khemani, Vedika; von Keyserlingk, Curt; Yao, Norman Y.; Demler, Eugene; Lukin, Mikhail D. (2017). "Observation of discrete time-crystalline order in a disordered dipolar many-body system" (PDF). Nature. Quyển 543 số 7644. tr. 221–225. arXiv:1610.08057v1. Bibcode:2016arXiv161008057C. doi:10.1038/nature21426. ISSN 0028-0836.
Chernodub, M. N. (2012). "Permanently rotating devices: extracting rotation from quantum vacuum fluctuations?" (PDF). arXiv:1203.6588v1. Bibcode:2012arXiv1203.6588C. {{Chú thích tạp chí}}: Chú thích magazine cần |magazine= (trợ giúp)
Chernodub, M. N. (2013a). "Zero-point fluctuations in rotation: Perpetuum mobile of the fourth kind without energy transfer" (PDF). Nuovo Cimento C. Quyển 5 số 36. tr. 53–63. arXiv:1302.0462v1. Bibcode:2013arXiv1302.0462C. doi:10.1393/ncc/i2013-11523-5.
Chernodub, M. N. (2013b). "Rotating Casimir systems: Magnetic-field-enhanced perpetual motion, possible realization in doped nanotubes, and laws of thermodynamics" (PDF). Physical Review D. Quyển 87 số 2. arXiv:1207.3052v2. Bibcode:2013PhRvD..87b5021C. doi:10.1103/PhysRevD.87.025021. ISSN 1550-7998.
Copeland, Edmund J.; Sami, M.; Tsujikawa, Shinji (2006). "Dynamics of dark energy" (PDF). International Journal of Modern Physics D. Quyển 15 số 11. tr. 1753–1935. arXiv:hep-th/0603057. Bibcode:2006IJMPD..15.1753C. doi:10.1142/S021827180600942X. ISSN 0218-2718.
Dillenschneider, R.; Lutz, E. (2009). "Energetics of quantum correlations" (PDF). EPL (Europhysics Letters). Quyển 88 số 5. tr. 50003. arXiv:0803.4067. Bibcode:2009EL.....8850003D. doi:10.1209/0295-5075/88/50003. ISSN 0295-5075.
Else, Dominic V.; Bauer, Bela; Nayak, Chetan (2016). "Floquet Time Crystals" (PDF). Physical Review Letters. Quyển 117 số 9. arXiv:1603.08001v4. Bibcode:2016PhRvL.117i0402E. doi:10.1103/PhysRevLett.117.090402. ISSN 0031-9007.
Esposito, Massimiliano; Harbola, Upendra; Mukamel, Shaul (2009). "Nonequilibrium fluctuations, fluctuation theorems, and counting statistics in quantum systems" (PDF). Reviews of Modern Physics. Quyển 81 số 4. tr. 1665–1702. arXiv:0811.3717v2. Bibcode:2009RvMP...81.1665E. doi:10.1103/RevModPhys.81.1665. ISSN 0034-6861.
Grifoni, Milena; Hänggi, Peter (1998). "Driven quantum tunneling" (PDF). Physics Reports. Quyển 304 số 5–6. tr. 229–354. Bibcode:1998PhR...304..229G. doi:10.1016/S0370-1573(98)00022-2. ISSN 0370-1573. Bản gốc (PDF) lưu trữ ngày 11 tháng 2 năm 2017. Truy cập ngày 16 tháng 3 năm 2017.
Guo, Lingzhen; Marthaler, Michael; Schön, Gerd (2013). "Phase Space Crystals: A New Way to Create a Quasienergy Band Structure" (PDF). Physical Review Letters. Quyển 111 số 20. arXiv:1305.1800v3. Bibcode:2013PhRvL.111t5303G. doi:10.1103/PhysRevLett.111.205303. ISSN 0031-9007.
Hasan, M. Z.; Kane, C. L. (2010). "Colloquium: Topological insulators" (PDF). Reviews of Modern Physics. Quyển 82 số 4. tr. 3045–3067. arXiv:1002.3895v2. Bibcode:2010RvMP...82.3045H. doi:10.1103/RevModPhys.82.3045. ISSN 0034-6861.
Horodecki, Ryszard; Horodecki, Paweł; Horodecki, Michał; Horodecki, Karol (2009). "Quantum entanglement" (PDF). Reviews of Modern Physics. Quyển 81 số 2. tr. 865–942. arXiv:quant-ph/0702225v2. Bibcode:2009RvMP...81..865H. doi:10.1103/RevModPhys.81.865. ISSN 0034-6861.
Jaffe, R. L. (2005). "Casimir effect and the quantum vacuum" (PDF). Physical Review D. Quyển 72 số 2. tr. 021301. arXiv:hep-th/0503158. Bibcode:2005PhRvD..72b1301J. doi:10.1103/PhysRevD.72.021301.
Jarzynski, Christopher (2011). "Equalities and Inequalities: Irreversibility and the Second Law of Thermodynamics at the Nanoscale" (PDF). Annual Review of Condensed Matter Physics. Quyển 2 số 1. tr. 329–351. Bibcode:2011ARCMP...2..329J. doi:10.1146/annurev-conmatphys-062910-140506. ISSN 1947-5454.
Jetzer, Philippe; Straumann, Norbert (2006). "Josephson junctions and dark energy" (PDF). Physics Letters B. Quyển 639 số 2. tr. 57–58. arXiv:astro-ph/0604522. Bibcode:2006PhLB..639...57J. doi:10.1016/j.physletb.2006.06.020. ISSN 0370-2693.
Khemani, Vedika; Lazarides, Achilleas; Moessner, Roderich; Sondhi, S. L. (2016). "Phase Structure of Driven Quantum Systems" (PDF). Physical Review Letters. Quyển 116 số 25. arXiv:1508.03344v3. Bibcode:2016PhRvL.116y0401K. doi:10.1103/PhysRevLett.116.250401. ISSN 0031-9007.
Lees, J. P. (2012). "Observation of Time-Reversal Violation in the B0 Meson System" (PDF). Physical Review Letters. Quyển 109 số 21. arXiv:1207.5832v4. Bibcode:2012PhRvL.109u1801L. doi:10.1103/PhysRevLett.109.211801. ISSN 0031-9007.
Li, Tongcang; Gong, Zhe-Xuan; Yin, Zhang-Qi; Quan, H. T.; Yin, Xiaobo; Zhang, Peng; Duan, L.-M.; Zhang, Xiang (2012a). "Space-Time Crystals of Trapped Ions" (PDF). Physical Review Letters. Quyển 109 số 16. arXiv:1206.4772v2. Bibcode:2012PhRvL.109p3001L. doi:10.1103/PhysRevLett.109.163001. ISSN 0031-9007.
Li, Tongcang; Gong, Zhe-Xuan; Yin, Zhang-Qi; Quan, H. T.; Yin, Xiaobo; Zhang, Peng; Duan, L.-M.; Zhang, Xiang (2012b). "Reply to Comment on "Space-Time Crystals of Trapped Ions"" (PDF). arXiv:1212.6959v2. Bibcode:2012arXiv1212.6959L. {{Chú thích tạp chí}}: Chú thích magazine cần |magazine= (trợ giúp)
Lindner, Netanel H.; Refael, Gil; Galitski, Victor (2011). "Floquet topological insulator in semiconductor quantum wells" (PDF). Nature Physics. Quyển 7 số 6. tr. 490–495. arXiv:1008.1792v2. Bibcode:2011NatPh...7..490L. doi:10.1038/nphys1926. ISSN 1745-2473.
Nadj-Perge, S.; Drozdov, I. K.; Li, J.; Chen, H.; Jeon, S.; Seo, J.; MacDonald, A. H.; Bernevig, B. A.; Yazdani, A. (2014). "Observation of Majorana fermions in ferromagnetic atomic chains on a superconductor" (PDF). Science. Quyển 346 số 6209. tr. 602–607. arXiv:1410.0682v1. Bibcode:2014Sci...346..602N. doi:10.1126/science.1259327. ISSN 0036-8075.
Nozières, Philippe (2013). "Time crystals: Can diamagnetic currents drive a charge density wave into rotation?" (PDF). EPL (Europhysics Letters). Quyển 103 số 5. tr. 57008. arXiv:1306.6229v1. Bibcode:2013EL....10357008N. doi:10.1209/0295-5075/103/57008. ISSN 0295-5075.
Sacha, Krzysztof (2015). "Modeling spontaneous breaking of time-translation symmetry" (PDF). Physical Review A. Quyển 91 số 3. arXiv:1410.3638v3. Bibcode:2015PhRvA..91c3617S. doi:10.1103/PhysRevA.91.033617. ISSN 1050-2947.
Schwinger, Julian (1975). "Casimir effect in source theory". Letters in Mathematical Physics. Quyển 1 số 1. tr. 43–47. Bibcode:1975LMaPh...1...43S. doi:10.1007/BF00405585.
Schwinger, Julian; DeRaad, Lester L.; Milton, Kimball A. (1978). "Casimir effect in dielectrics". Annals of Physics. Quyển 115 số 1. tr. 1–23. Bibcode:1978AnPhy.115....1S. doi:10.1016/0003-4916(78)90172-0.
Scully, Marlan O. (2001). "Extracting Work from a Single Thermal Bath via Quantum Negentropy". Physical Review Letters. Quyển 87 số 22. Bibcode:2001PhRvL..87v0601S. doi:10.1103/PhysRevLett.87.220601. ISSN 0031-9007.
Scully, Marlan O.; Zubairy, M. Suhail; Agarwal, Girish S.; Walther, Herbert. (2003). "Extracting Work from a Single Heat Bath via Vanishing Quantum Coherence". Science. Quyển 299 số 5608. tr. 862–864. Bibcode:2003Sci...299..862S. doi:10.1126/science.1078955. ISSN 0036-8075. PMID 12511655.
Seifert, Udo (2012). "Stochastic thermodynamics, fluctuation theorems and molecular machines" (PDF). Reports on Progress in Physics. Quyển 75 số 12. tr. 126001. arXiv:1205.4176v1. Bibcode:2012RPPh...75l6001S. doi:10.1088/0034-4885/75/12/126001. ISSN 0034-4885.
Senitzky, I. R. (1960). "Dissipation in Quantum Mechanics. The Harmonic Oscillator". Physical Review. Quyển 119 số 2. tr. 670–679. Bibcode:1960PhRv..119..670S. doi:10.1103/PhysRev.119.670. ISSN 0031-899X.
Shapere, Alfred; Wilczek, Frank (2012). "Classical Time Crystals" (PDF). Physical Review Letters. Quyển 109 số 16. arXiv:1202.2537v2. Bibcode:2012PhRvL.109p0402S. doi:10.1103/PhysRevLett.109.160402. ISSN 0031-9007.
Shirley, Jon H. (1965). "Solution of the Schrödinger Equation with a Hamiltonian Periodic in Time". Physical Review. Quyển 138 số 4B. tr. B979 – B987. Bibcode:1965PhRv..138..979S. doi:10.1103/PhysRev.138.B979. ISSN 0031-899X.
Smith, J.; Lee, A.; Richerme, P.; Neyenhuis, B.; Hess, P. W.; Hauke, P.; Heyl, M.; Huse, D. A.; Monroe, C. (2016). "Many-body localization in a quantum simulator with programmable random disorder" (PDF). Nature Physics. Quyển 12 số 10. tr. 907–911. arXiv:1508.07026v1. Bibcode:2016NatPh..12..907S. doi:10.1038/nphys3783. ISSN 1745-2473.
Maruyama, Koji; Nori, Franco; Vedral, Vlatko (2009). "Colloquium: The physics of Maxwell's demon and information" (PDF). Reviews of Modern Physics. Quyển 81 số 1. tr. 1–23. arXiv:0707.3400. Bibcode:2009RvMP...81....1M. doi:10.1103/RevModPhys.81.1. ISSN 0034-6861.
Mendonça, J. T.; Dodonov, V. V. (2014). "Time Crystals in Ultracold Matter" (PDF). Journal of Russian Laser Research. Quyển 35 số 1. tr. 93–100. doi:10.1007/s10946-014-9404-9. ISSN 1071-2836.
Modi, Kavan; Brodutch, Aharon; Cable, Hugo; Paterek, Tomasz; Vedral, Vlatko (2012). "The classical-quantum boundary for correlations: Discord and related measures" (PDF). Reviews of Modern Physics. Quyển 84 số 4. tr. 1655–1707. arXiv:1112.6238. Bibcode:2012RvMP...84.1655M. doi:10.1103/RevModPhys.84.1655. ISSN 0034-6861.
Ray, M. W.; Ruokokoski, E.; Kandel, S.; Möttönen, M.; Hall, D. S. (2014). "Observation of Dirac monopoles in a synthetic magnetic field" (PDF). Nature. Quyển 505 số 7485. tr. 657–660. arXiv:1408.3133v1. Bibcode:2014Natur.505..657R. doi:10.1038/nature12954. ISSN 0028-0836.
Ray, M. W.; Ruokokoski, E.; Tiurev, K.; Mottonen, M.; Hall, D. S. (2015). "Observation of isolated monopoles in a quantum field" (PDF). Science. Quyển 348 số 6234. tr. 544–547. Bibcode:2015Sci...348..544R. doi:10.1126/science.1258289. ISSN 0036-8075.
Reimann, Peter; Grifoni, Milena; Hänggi, Peter (1997). "Quantum Ratchets" (PDF). Physical Review Letters. Quyển 79 số 1. tr. 10–13. Bibcode:1997PhRvL..79...10R. doi:10.1103/PhysRevLett.79.10. ISSN 0031-9007. Bản gốc (PDF) lưu trữ ngày 11 tháng 2 năm 2017. Truy cập ngày 16 tháng 3 năm 2017.
Roßnagel, J.; Abah, O.; Schmidt-Kaler, F.; Singer, K.; Lutz, E. (2014). "Nanoscale Heat Engine Beyond the Carnot Limit" (PDF). Physical Review Letters. Quyển 112 số 3. arXiv:1308.5935. Bibcode:2014PhRvL.112c0602R. doi:10.1103/PhysRevLett.112.030602. ISSN 0031-9007.
Roßnagell, J.; Dawkins, S. T.; Tolazzi, K. N.; Abah, O.; Lutz, E.; Schmidt-Kaler, F.; Singer, K. (2016). "A single-atom heat engine" (PDF). Science. Quyển 352 số 6283. tr. 325–329. arXiv:1510.03681. Bibcode:2016Sci...352..325R. doi:10.1126/science.aad6320. ISSN 0036-8075.
Tatara, Gen; Kikuchi, Makoto; Yukawa, Satoshi; Matsukawa, Hiroshi (1998). "Dissipation Enhanced Asymmetric Transport in Quantum Ratchets" (PDF). Journal of the Physical Society of Japan. Quyển 67 số 4. tr. 1090–1093. arXiv:cond-mat/9711045. doi:10.1143/JPSJ.67.1090. ISSN 0031-9015.
Volovik, G. E. (2013). "On the broken time translation symmetry in macroscopic systems: Precessing states and off-diagonal long-range order" (PDF). JEThành phố Letters. Quyển 98 số 8. tr. 491–495. arXiv:1309.1845v2. Bibcode:2013JETPL..98..491V. doi:10.1134/S0021364013210133. ISSN 0021-3640.
von Keyserlingk, C. W.; Khemani, Vedika; Sondhi, S. L. (2016). "Absolute stability and spatiotemporal long-range order in Floquet systems" (PDF). Physical Review B. Quyển 94 số 8. arXiv:1605.00639v3. Bibcode:2016PhRvB..94h5112V. doi:10.1103/PhysRevB.94.085112. ISSN 2469-9950.
Wang, Y. H.; Steinberg, H.; Jarillo-Herrero, P.; Gedik, N. (2013). "Observation of Floquet-Bloch States on the Surface of a Topological Insulator" (PDF). Science. Quyển 342 số 6157. tr. 453–457. arXiv:1310.7563v1. Bibcode:2013Sci...342..453W. doi:10.1126/science.1239834. ISSN 0036-8075.
Watanabe, Haruki; Oshikawa, Masaki (2015). "Absence of Quantum Time Crystals" (PDF). Physical Review Letters. Quyển 114 số 25. arXiv:1410.2143v3. Bibcode:2015PhRvL.114y1603W. doi:10.1103/PhysRevLett.114.251603. ISSN 0031-9007.
Wilczek, Frank (2012). "Quantum Time Crystals" (PDF). Physical Review Letters. Quyển 109 số 16. arXiv:1202.2539v2. Bibcode:2012PhRvL.109p0401W. doi:10.1103/PhysRevLett.109.160401. ISSN 0031-9007.
Wilczek, Frank (2013a). "Wilczek Reply:" (PDF). Physical Review Letters. Quyển 110 số 11. Bibcode:2013PhRvL.110k8902W. doi:10.1103/PhysRevLett.110.118902. ISSN 0031-9007. Bản gốc (PDF) lưu trữ ngày 11 tháng 2 năm 2017. Truy cập ngày 16 tháng 3 năm 2017.
Wilczek, Frank (2013b). "Superfluidity and Space-Time Translation Symmetry Breaking" (PDF). Physical Review Letters. Quyển 111 số 25. arXiv:1308.5949v1. Bibcode:2013PhRvL.111y0402W. doi:10.1103/PhysRevLett.111.250402. ISSN 0031-9007.
Willett, R. L.; Nayak, C.; Shtengel, K.; Pfeiffer, L. N.; West, K. W. (2013). "Magnetic-Field-Tuned Aharonov-Bohm Oscillations and Evidence for Non-Abelian Anyons atν=5/2" (PDF). Physical Review Letters. Quyển 111 số 18. arXiv:1301.2639v1. Bibcode:2013PhRvL.111r6401W. doi:10.1103/PhysRevLett.111.186401. ISSN 0031-9007.
Yao, N. Y.; Potter, A. C.; Potirniche, I.-D.; Vishwanath, A. (2017). "Discrete Time Crystals: Rigidity, Criticality, and Realizations" (PDF). Physical Review Letters. Quyển 118 số 3. arXiv:1608.02589v2. Bibcode:2016arXiv160802589Y. doi:10.1103/PhysRevLett.118.030401. ISSN 0031-9007.
Yoshii, Ryosuke; Takada, Satoshi; Tsuchiya, Shunji; Marmorini, Giacomo; Hayakawa, Hisao; Nitta, Muneto (2015). "Fulde-Ferrell-Larkin-Ovchinnikov states in a superconducting ring with magnetic fields: Phase diagram and the first-order phase transitions" (PDF). Physical Review B. Quyển 92 số 22. arXiv:1404.3519v2. Bibcode:2015PhRvB..92v4512Y. doi:10.1103/PhysRevB.92.224512. ISSN 1098-0121.
Yukawa, Satoshi; Kikuchi, Macoto; Tatara, Gen; Matsukawa, Hiroshi (1997). "Quantum Ratchets" (PDF). Journal of the Physical Society of Japan. Quyển 66 số 10. tr. 2953–2956. arXiv:cond-mat/9706222. Bibcode:1997JPSJ...66.2953Y. doi:10.1143/JPSJ.66.2953. ISSN 0031-9015.
Yukawa, Satoshi (2000). "A Quantum Analogue of the Jarzynski Equality" (PDF). Journal of the Physical Society of Japan. Quyển 69 số 8. tr. 2367–2370. arXiv:cond-mat/0007456. Bibcode:2000JPSJ...69.2367Y. doi:10.1143/JPSJ.69.2367. ISSN 0031-9015.
Zel'Dovich, Y. B. (1967). "The quasienergy of a quantum-mechanical system subjected to a periodic action" (PDF). Soviet Physics JETP. Quyển 24 số 5. tr. 1006–1008. Bibcode:1967JETP...24.1006Z. Bản gốc (PDF) lưu trữ ngày 11 tháng 2 năm 2017. Truy cập ngày 16 tháng 3 năm 2017.
Zhang, J.; Hess, P. W.; Kyprianidis, A.; Becker, P.; Lee, A.; Smith, J.; Pagano, G.; Potirniche, I.-D.; Potter, A. C.; Vishwanath, A.; Yao, N. Y.; Monroe, C. (2017). "Observation of a Discrete Time Crystal" (PDF). Nature. Quyển 543 số 7644. tr. 217–220. arXiv:1609.08684v1. Bibcode:2016arXiv160908684Z. doi:10.1038/nature21413. ISSN 0028-0836.